# Завод подъёмно-транспортного оборудования имени С. М. Кирова
Завод подъёмно-транспортного оборудования имени С. М. Кирова (Завод ПТО им. С. М. Кирова, Подъёмтрансмаш) — предприятие в Ленинграде, флагман тяжелого машиностроения СССР, разработчик и производитель портальных, мостовых и металлургических кранов.

## История
В 1852 году началось строительство крупнейшей, по тому времени, железнодорожной магистрали Санкт-Петербург — Варшава. Для ремонта подвижного состава железной дороги к 1868 году были созданы ремонтные мастерские. Ими было выпущено шесть пассажирских и товарных локомотивов. В дальнейшем производство паровозов прекратилось, мастерские были перепрофилированы для ремонтных работ подвижного состава. В начале XX века в России существовало единственное предприятие по производству крановой техники — московский завод «Подъёмник». Только после Гражданской войны началось активное развитие краностроения. В 1928 году на заводе «Красный Октябрь» в Ленинграде осваивается производство подъёмно-транспортного оборудования, которое в 1930 году выделилось в самостоятельное производство, развивающиеся на базе петербургских ремонтных мастерских при Варшавской железной дороге. В 1931 году предприятию присвоено имя С. М. Кирова (первое предприятие Ленинграда, которому было присвоено имя Кирова), а 1936 году оно получает свое современное название — Завод Подъемно-транспортного оборудования им. С. М. Кирова.

## Продукция
В довоенный период завод изготовил 1130 различных кранов. В 1980 году выпущен 10000-й кран. Всего, за время своей деятельности, Завод изготовил более 15 тысяч кранов.
Завод был единственным производителем в стране, изготавливающим портальные и доковые краны. В 1977 году доковый портальный кран, изготавливаемый на Заводе, был удостоен государственного Знака качества. В 1980-е годы здесь выпускались ежемесячно по 10-12 портальных и 4 мостовых крана.
Современная продукция экспортировалась в 14 стран мира.

## Местоположение, территория, организация Завода
Завод расположился в Ленинграде между Варшавским и Балтийским вокзалами, на набережной Обводного канала, д. 118.
К середине 1960-х гг. на Заводе имелось 18 цехов, из них основных цехов — 10, в том числе: чугунолитейный, сталелитейный, кузнечный, механические, сборочный, цеха металлоконструкций (сварочные).
На территории Предприятия находилось несколько десятков зданий и строений. Самые ранние датируются 1854 годом и имеют статус объектов культурного наследия. Большинство исторических зданий относятся к комплексу сооружений Варшавского вокзала, с мастерских которого начиналось Предприятие. Со временем стали возводиться новые современные корпуса. Последним стал физкультурно-оздоровительный комплекс, введенный в эксплуатацию в 1992 году.
Согласно плану народно-хозяйственного развития на 1976—1980 г.г. по отрасли тяжелого машиностроения, в г. Лодейное Поле было предусмотрено строительство филиала завода ПТО им. С. М. Кирова. Строительство завода предусматривало комплексное развитие в г. Лодейное Поле жилищного и других видов городского хозяйства. Возводимый комплекс должен был стать крупнейшим предприятием в Лодейном Поле. В 1979 году строительство началось, но завершено не было.
В 1930 году на Заводе работало 2 358 человек, в 1943 году — около 700 человек, в 1980-х годах — 4500÷5000 человек.
Несмотря на то, что ПТУ № 45 (Московский пр., д. 94) не входило в структуру Завода, его учащиеся проходили производственную практику в цехах ПТО им. С. М. Кирова. В то время заводские сварщики считались сильнейшими в Ленинграде. Поэтому, выпускники ПТУ становились высококлассными специалистами и, в большинстве своем, приходили работать на Завод. Также Завод являлся базовым предприятием для сварочно-машиностроительного техникума (Измайловский пр., д. 27).
Завод обладал богатой социальной инфраструктурой: имел собственный музей (в том числе представлены действующие модели современных портальных кранов) и клуб, библиотеку художественной литературы (при Профкоме), спортивный комплекс (площадью 2 000 м²), детский сад № 30 (ул. 9-я Красноармейская, д. 4/6) и детские ясли № 321 (наб. Обводного канала, д. 153), детский оздоровительный лагерь «Чайка» и детский сад с яслями (пос. Вырица), подсобное хозяйство (создано в 1979 году, находилось в Лодейном Поле, насчитывало 600 голов свиней, коровник поставлял молоко, выращивались овощи, производился мёд), магазин по продаже собственной продукции из подсобного хозяйства, садоводство для сотрудников (пос. Мшинская) и пр.
В начале 1973 года завод ПТО имени С. М. Кирова и ленинградский Драматический театр им. В. Ф. Комиссаржевской заключили договор о творческом содружестве. Завод помогал в техническом оснащении сцены театра, поддерживал актёров. Заводчане вошли в состав художественного совета театра.

## Хронология
Датой основания по является 1868 год, когда на его месте было организовано первое производство. Но важнейшей датой в истории Завода является 1930 год, когда произошло перепрофилирование предприятия под выпуск подъёмно-транспортного оборудования. Условно в трудовом пути завода можно выделить четыре периода.

### Сборка и ремонт подвижного состава (1852—1930)
История рождения предприятия исчисляется от 1852 года. Его возникновение связано со строительством Петербургско-Варшавской железной дороги и сооружением первых строительных мастерских. В 1857 году строительство Петербургско-Варшавской железной дороги и строительные мастерские переданы из ведения казны Акционерному обществу «Главное общество российских железных дорог». В 1858 году мастерские получили название: «Петербургские главные мастерские Северо-западных железных дорог». С января 1894 года Главные мастерские стали казенным предприятием. В этот период предприятие осуществляло сборку паровозов и вагонов, а также ремонт подвижного состава.
После революции 1917 года предприятие было национализировано. С июня 1918 года его возглавлял комиссар. До 1930 года Главные мастерские входили в Народный Комиссариат путей сообщения. В апреле 1928 года Главные мастерские были переименованы в «Паровозо- и вагоноремонтный завод Северо-западных железных дорог». В 1928 году создан сварочный участок. 15.10.1929 г. предприятие получило название: «Ленинградский ремонтный завод Народного Комиссариата путей сообщения». Основной деятельностью предприятия стал ремонт подвижного состава.

### Перепрофилирование на новое производство (1930—1941)
5 января 1930 года на собрании партийного актива завода директор В. И. Копорский и председатель треста докладывали об организации производства подъёмно-транспортного оборудования. Собрание признало передачу предприятия в ВСНХ целесообразной и поручило парторганизации «обеспечить наиболее безболезненный переход завода на новый вид продукции».

(газета «Красный железнодорожник», 21 января 1930 г.)
В апреле 1930 года предприятие было реорганизовано в «Ленинградский завод Подъемно-Транспортных Сооружений» и вошло в состав Треста Подъемно-Транспортных Сооружений «Транстехпром». Завод перешел в ведение Наркома тяжелой промышленности. Постановлением Правления Союзсредмашины от 31.01.1931 г. № 14 предприятию присвоено наименование: «Ленинградский завод Подъемно-Транспортных сооружений имени тов. Кирова». В 1936 году завод переименован в «Завод Подъемно-транспортного оборудования им. С. М. Кирова». В этот период предприятие осуществляло выпуск кранов и другого оборудования, вело конструкторские разработки.
1933 г. Освоен выпуск кранов грузоподъёмностью до 40 тонн, с использованием сварных технологий.
1936 г. Изготовлен мостовой электрический кран г/п 100/20 тонн. В Мариупольский порт отправлен кран-перегружатель пролётом 80 м.
1937 г. Освоен выпуск портального крана грузоподъёмностью 3 тонны собственной конструкции.
1938 г. Завод изготовил первые 112 редукторов, выпустил 35 торфоуборочных машин, 18 башенных кранов.
1939—1940 гг. Во время Советско-финской войны в цехах Завода производился ремонт подбитых советских танков, доставленных в Ленинград с Карельского перешейка.

### Завод во время Великой Отечественной Войны
С началом Великой Отечественной войны, в соответствии с пост. ГКО № 99сс от 11.07.1941 г. Завод им. Кирова подлежал эвакуации в Барнаул на стройплощадку завода кранов, но эвакуирован не был и в годы войны действовал в Ленинграде. Летом 1942 г. часть оборудования (233 лучших станка) вывезена на восток. В ходе обороны Ленинграда в блокированном городе осуществлялся ремонт легких танков БТ-5, БТ-2, Т-26, а с 1943 года танков Т-34. Была налажена переделка танков Т-26 в самоходные орудия — после демонтажа башни на шасси Т-26 устанавливалась щитовая установка 76-мм полковой пушки. Всего за годы войны на Предприятии отремонтировано 1200 танков. Кроме того, во дни блокады на Заводе выпускались станки для пулемётов.
В январе 1942 года был создан медицинский стационар — «Цех здоровья». К началу 1943 года на заводе насчитывалось около 700 человек. Большинство из них занималось ремонтом танков. В том же году заводской коллектив пополнился выпускниками ремесленного училища.
892 сотрудника Завода награждены Медалью «За оборону Ленинграда».
В 1944 году сварщица Завода подъемно-транспортного оборудования им. С. М. Кирова Клагиш Анна Петровна была награждена Орденом Трудового Красного Знамени (№ 25413).

### Послевоенный период. Расцвет предприятия (1945—2000)
После войны возобновляется производство подъемно-транспортного оборудования, ведутся конструкторские разработки, внедряются новые технологии. На заводе установлено около 270 разнообразных станков и машин. Неоднократно менялась подведомственность предприятия.
В 1953 году на предприятии был создан цех товаров народного потребления, выпускавший велосипеды (детский двухколесный велосипед КВД) и другую продукцию.
В 1955 году к предприятию присоединен «Завод металлоконструкций и ленточных транспортеров» в качестве цеха металлоконструкций и сборки № 6 (приказ Министра тяжелого машиностроения № 306 от 04.10.1955 г.).
К середине 60-х годов на заводе имелось 18 цехов, из них основных цехов — 10, в том числе: чугунолитейный; сталелитейный; кузнечный; механические; сборочный; цеха металлоконструкций (сварочные).
В 1968 году за большие трудовые заслуги предприятие было награждено орденом Трудового Красного Знамени (приказ Министра тяжелого и транспортного машиностроения № 245 от 16.07.1968 г.).
Семь лет подряд, с 1976 по 1982 год, за выдающиеся трудовые достижения коллектив Завода подъемно-транспортного оборудования имени С. М. Кирова удерживал переходящее Красное знамя ЦК КПСС, Совета Министров СССР, ВЦСПС и ЦК ВЛКСМ.
В 1982 году организовано Ленинградское производственное объединение подъемно-транспортного оборудования (ПО «Ленподъемтрансмаш», приказ Министра тяжелого энергетического и транспортного машиностроения № 130 от 14.04.1982 г.). В него вошли: головной завод — Завод подъемно-транспортного оборудования имени С. М. Кирова, строящийся филиал головного завода в г. Лодейное Поле, Машиностроительный завод имени И. Е. Котлякова (г. Ленинград), Специализированное конструкторское бюро эскалаторостроения (СКБЭ, г. Ленинград).
С 1 января 1988 года предприятие было переведено на полный хозяйственный расчет и самофинансирование (постановление ЦК КПСС и Совета Министров СССР от 11 июня 1987 года № 665, постановления Совета Министров СССР от 09.08.1987 г. № 908). В 1992 году произошло преобразование в Государственное предприятие «Ленинградское производственное объединение подъемно-транспортного оборудования им. С. М. Кирова» (решение Регистрационной Палаты Мэрии Санкт-Петербурга № 327 от 17.03.1992 г.).
В указанный период предприятие осуществляло выпуск кранов и другого оборудования, вело конструкторские разработки, осуществляло иную деятельность — сотрудничало с образовательными учреждениями в сфере профессиональной подготовки молодежи, содержало объекты социального назначения, выполняло задачи гражданской обороны. В 1990—1992 гг. на территории предприятия создавались производственные кооперативы (в частности: «КТЦ», «Тэмп», «Пластик»).
В 1993 году государственное предприятие «Ленинградское производственное объединение Подъемно-транспортного оборудования им. С. М. Кирова» было реорганизовано. Правопреемником стало Акционерное общество открытого типа «Подъемно-транспортного машиностроения» (решение Регистрационной Палаты Мэрии Санкт-Петербурга № 4902 от 12.10.1993 г.). План приватизации утвержден КУГИ Мэрии Санкт-Петербурга 18.08.1993 г., зарегистрирован Финансовым комитетом Мэрии Санкт-Петербурга 22.10.1993 г. (рег. № 72-1П-711). Согласно пункту 10 Плана Приватизации, "АО «Подъемтрансмаш» является правопреемником ПО «Подъемтрансмаш» в полном объёме. В 2000 году АООТ «Подъемтрансмаш» было переименовано в Открытое акционерное общество подъемно-транспортного машиностроения (ОАО «Подъемтрансмаш», решение Регистрационной Палаты Администрации Санкт-Петербурга № 226696 от 20.12.2000 г.).
1949 г. Выполняются заказы для строительства Ленинградского метрополитена.
1956 г. Возобновлен выпуск портальных кранов грузоподъёмностью от 3 до 30 тонн. В 1950-е годы завод был тесно связан с семью научно-исследовательскими институтами и высшими учебными заведениями. Профессора и кандидаты наук Политехнического института активно участвовали в разработке и проектировании новых конструкций подъёмно-транспортного оборудования, разрабатывались новые типы кранов — мостовые, металлургические, портальные.
1957 г. Начало поставок оборудования на экспорт.
1958 г. Изготовлены механизмы уникальных двухконсольных кранов для Братской ГЭС.
1960 г. Спроектирован и изготовлен шахтный кран г/п 60 тонн с высотой подъёма 500 м.
1965 г. Изготовлено верхнее строение для 250-тонного крана для установки нефтяных вышек в Каспийском море. Изготовлен кабель-кран пролётом 1100 м для строительства Красноярской ГЭС. Высота его опор более 100 м.
1966 г. Сконструирован и изготовлен портальный кран г/п 80 тонн.
1967 г. Создан новый тип грейферно-контейнерного перегружателя г/п 16 тонн.
1973 г. Конструкторы завода начали проектирование уникального кольцевого крана для обслуживания строящейся на Криворожском металлургическом заводе крупнейшей в мире доменной печи № 9 объёмом 5000 кубометров.
1974 г. Из общего количества кранов 27 выпущено со Знаком качества (22 % от общего выпуска крановой продукции).
1979 г. Изготовлены две уникальные лебёдки для Саяно-Шушенской ГЭС.
1980 г. Выпущен 10000-й кран. Для Ленинградского порта изготовлен первый отечественный перегружатель, завершено проектирование грейферно-бункерного перегружателя производительностью 800 т/час.
1982 г. Было изготовлено 84 портальных крана различной модификации, 56 специальных мостовых, 3 металлургических и 3 полукозловых крана. Для Нигерии было изготовлено 8 уникальных кранов с вращающейся тележкой и лапами на траверсе.
1997 г. Изготовлен 80-тонный железнодорожный кран для МПС России.

### Производство о несостоятельности (банкротстве)
В 2000 году завод признан банкротом, часть его имущества была распродана, на бывшей территории Завода появились торговые центры, офисные помещения и мебельная фабрика.
В 2000 году Определением Арбитражного суда г. Санкт-Петербурга и Ленинградской области от 17.10.2000 г. по Делу № А56-26992/00 в отношении предприятия введена процедура наблюдения, назначен временный управляющий. В 2002 году Определением Арбитражного суда г. Санкт-Петербурга и Ленинградской области от 24.05.2002 г. по Делу № А56-26992/00 в отношении ОАО «Подъемтрансмаш» введена процедура внешнего управления и назначен внешний управляющий. Решением Арбитражного суда г. Санкт-Петербурга и Ленинградской области от 25.12.2002 г. по Делу № А56-26992/00 ОАО «Подъемтрансмаш» признано несостоятельным (банкротом) и открыто конкурсное производство.
На сегодняшний день[какой?] техническим обслуживанием и выпуском комплектующих для кранов ленинградского завода занимается ООО «ЗПТО им. С. М. Кирова», которое входит в группу компаний «Технорос». Несмотря на созвучное название, ООО «ЗПТО им. С. М. Кирова» не является прямым преемником ленинградского завода ПТО им. С. М. Кирова и ОАО «Подъёмтрансмаш».

### Итоги
За семь десятилетий существования было изготовлено более 15 000 единиц крановой продукции, создана собственная конструкторско-технологическая и производственная база. Продукция Ленинградского Завода ПТО им. С. М. Кирова работает на всех континентах кроме Австралии и Антарктики. Также оборудование, изготовленное Заводом, стоит на стартовых космических комплексах России и Казахстана. С помощью изготовленных на ОАО «Подъёмтрансмаш» машин были построены Братская, Красноярская, Саяно-Шушенская, Асуанская гидроэлектростанции; Волго-Балтийский канал, Цимлянское водохранилище, саркофаг Чернобыльской АЭС, защитные сооружения от наводнений (дамба) Санкт-Петербурга. Предприятие работало над созданием новой современной техники, модернизации производства, изготовлением запасных частей для продукции выпускавшейся ОАО «Подъёмтрансмаш» и импортного производства.

## Признание
Завод был коллективным членом общества болгаро-советской дружбы и являлся побратимом с комбинатом «Рекорд» («Балканкар рекорд», г. Пловдив). В 1982 году между предприятиями заключен Договор о социалистическом содружестве.

## Директора завода[21]
- 1928—1930 — Копорский В. И.
- 1930—1932 — Климович, Фёдор Демидович
- 1932—1937 — Ершов, Семён Петрович
- 1937—1939 — Загребин, Василий Васильевич
- 1939—1940 — Григорьев, Алексей Михайлович
- 1940—1942 — Мойкин, Борис Николаевич
- 1942—1945 — Муромцев, Сергей Иванович
- 1945—1946 — Стрельников, Павел Григорьевич
- 1946—1951 — Смирнов, Иван Арсентьевич
- 1951—1953 — Морозов, Сергей Ильич
- 1953—1957 — Кузнецов Андрей Алексеевич
- 1957—1971 — Васильев, Василий Иванович[22]
- 1971—1977 — Кривенко, Николай Михайлович
- 1977—1985 — Карпухин, Владимир Александрович
- 1985—1989 — Балтрушевич, Анатолий Владимирович
- 1989—2000 — Васильев, Виктор Александрович[23]

## «Доска почёта»[21]
В апреле 1939 года за успешное выполнение ответственных заказов по производству высокопроизводительных подъемных машин директор завода А. М. Григорьев, конструктор А. А. Елисеев и кузнец Д. И. Аристов были первыми на заводе награждены орденами и медалями Советского Союза.
В апреле 1940 года за образцовое выполнение правительственных заданий была награждена орденами и медалями ещё одна группа краностроителей. Строгальщик П. П. Платонов получил орден Трудового Красного Знамени. Вручал награды в Таврическом дворце приехавший из Москвы Михаил Иванович Калинин.
Токарь Михаил Михайлович Почилин во время блокады неделями не покидал цеха, выполнял досрочно фронтовые заказы. За что был награждён медалью «За трудовую доблесть».
В апреле 1942 года большую группу заводских работников за образцовое выполнение фронтовых заказов наградили орденами и медалями Советского Союза. Среди награжденных были передовые командиры производства и рабочие: директор Б. Н. Мойкин, главный инженер С. П. Родионов, секретарь партбюро А. П. Глазов, начальники цехов И. И. Абрамов, М. М. Евтишкин, мастера В. К. Кириллов и Б. П. Александров, бригадиры Н. А. Арсентьев, П. И. Князев, моторист В. Н. Андреев, кузнец А. Ф. Жгун и другие.
В 1951 году бригадиру сборщиков Гудомскому Михаилу Федоровичу присуждено звание лауреата Государственной премии за освоение производства мощных землесосных машин. Ранее, в первую военную зиму, он был награждён орденом.
В июле 1952 года введен в строй Волго-Донской судоходный канал и Цимлянский гидроузел. Завод дал Волго-Дону 38 портальных кранов, разрыхлитель для земснарядов и много другого оборудования. Отмечая самоотверженную работу создателей первенца гидротехнических сооружений послевоенного времени, Президиум Верховного Совета СССР наградил лучших из них орденами и медалями Советского Союза. Бригадир М. В. Розанов был награждён орденом Ленина. Начальник бюро портальных кранов А. Г. Ланг был награждён орденом Трудового Красного Знамени. Директор завода С. И. Морозов и бригадир П. Молев — орденом «Знак Почета», а кузнец Н. Г. Кузнецов — медалью «За трудовую доблесть».
В 1955 году Президиум Верховного Совета СССР наградил передовых строителей Ленинградского метрополитена орденами и медалями. Завод собрал для него тюбингоукладчик. В опубликованном Указе были фамилии карусельщика Н. М. Лепилина и заведующего производством завода А. К. Волкова.
В 1961 году Н. М. Кривенко за успехи в развитии сварочной техники был награждён малой серебряной медалью ВДНХ, а спустя некоторое время он был удостоен ордена «Знак Почета» за активное участие в создании кранов, работавших на стройках крупнейших гидроэлектростанций.
В 1964 году секретарь партийной организации цеха металлоконструкций бригадир сварщиков Г. В. Муравьев за большие производственные успехи в девятой пятилетке награждён орденом Трудовой Славы III степени.
В 1964 году изобретатели уникального резака для газовой резки металлов — слесарь инструментального цеха Г. Г. Шеффер и инженер М. И. Назаров были награждены бронзовыми медалями ВДНХ.
Много лет искусством скоростных плавок на заводе славился кавалер ордена Трудового Красного Знамени бригадир Виктор Кренделев.
Партгрупорг участка крупных узлов Михаил Васильевич Розанов являлся кавалером двух орденов Ленина.
В 1971 году во дни работы XXIV съезда партии большая группа краностроителей была награждена орденами и медалями. Токарю-расточнику Владимиру Николаевичу Алексееву было присвоено звание Героя Социалистического Труда (05.04.1971), слесарь сборочного цеха Евгений Андреевич Бастрыгин был награждён орденом Октябрьской Революции. Ранее, в 1966 году, за изготовление оборудования Крымской обсерватории Евгений Андреевич был награждён малой серебряной медалью ВДНХ. В 1967 году ему вручили нагрудный знак «Отличник социалистического соревнования министерства». В 1970 году новая награда — медаль «За доблестный труд. В ознаменование 100-летия со дня рождения В. И. Ленина».
Директор завода — опытный коммунист-хозяйственник Василий Иванович Васильев был награжденного орденами Трудового Красного Знамени (1971), «Знак Почета» (1966), несколькими медалями.
Заводские ветераны В. К. Кириллов и Н. П. Молев являлись кавалерами ордена Ленина.
В 1976 году, за многолетний честный, добросовестный и самоотверженный труд передовой производственник Алексей Петрович Коршунов награждён орденом Трудового Красного Знамени, а заместитель начальника цеха Василий Васильевич Черепин — орденом «Знак Почета».
Руководитель бригады, признанной лучшей по министерству, Виктор Александрович Линьков стал кавалером ордена Трудового Красного Знамени.
Мастер бригады скоростных плавок А. Ф. Казачков был кавалером ордена Трудового Красного Знамени.

## Памятники на территории завода

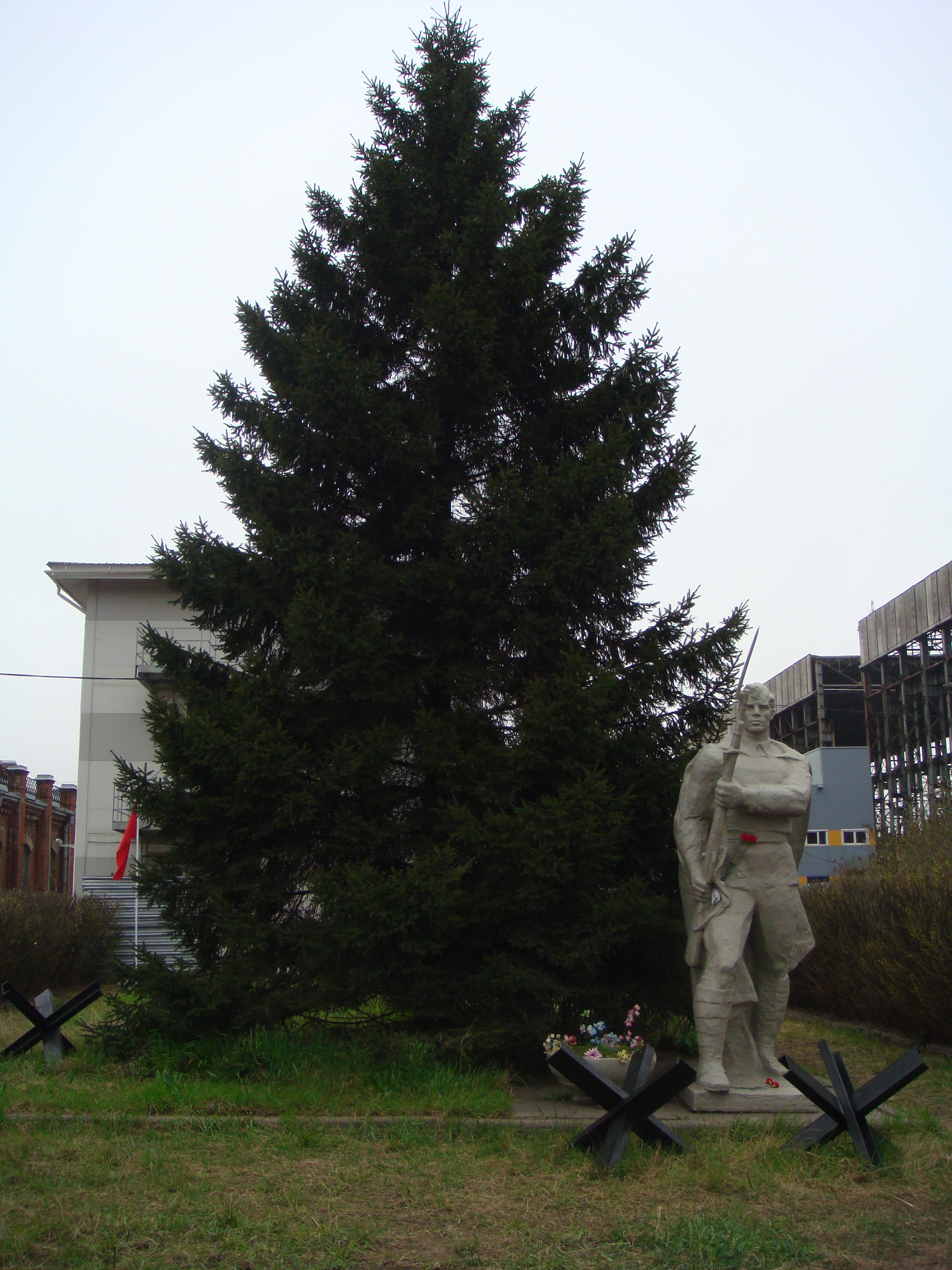
Архитектурно-скульптурная композиция в центральном сквере Завода ПТО им. С. М. Кирова, посвященная рабочим Завода, погибшим в годы Великой Отечественной войны

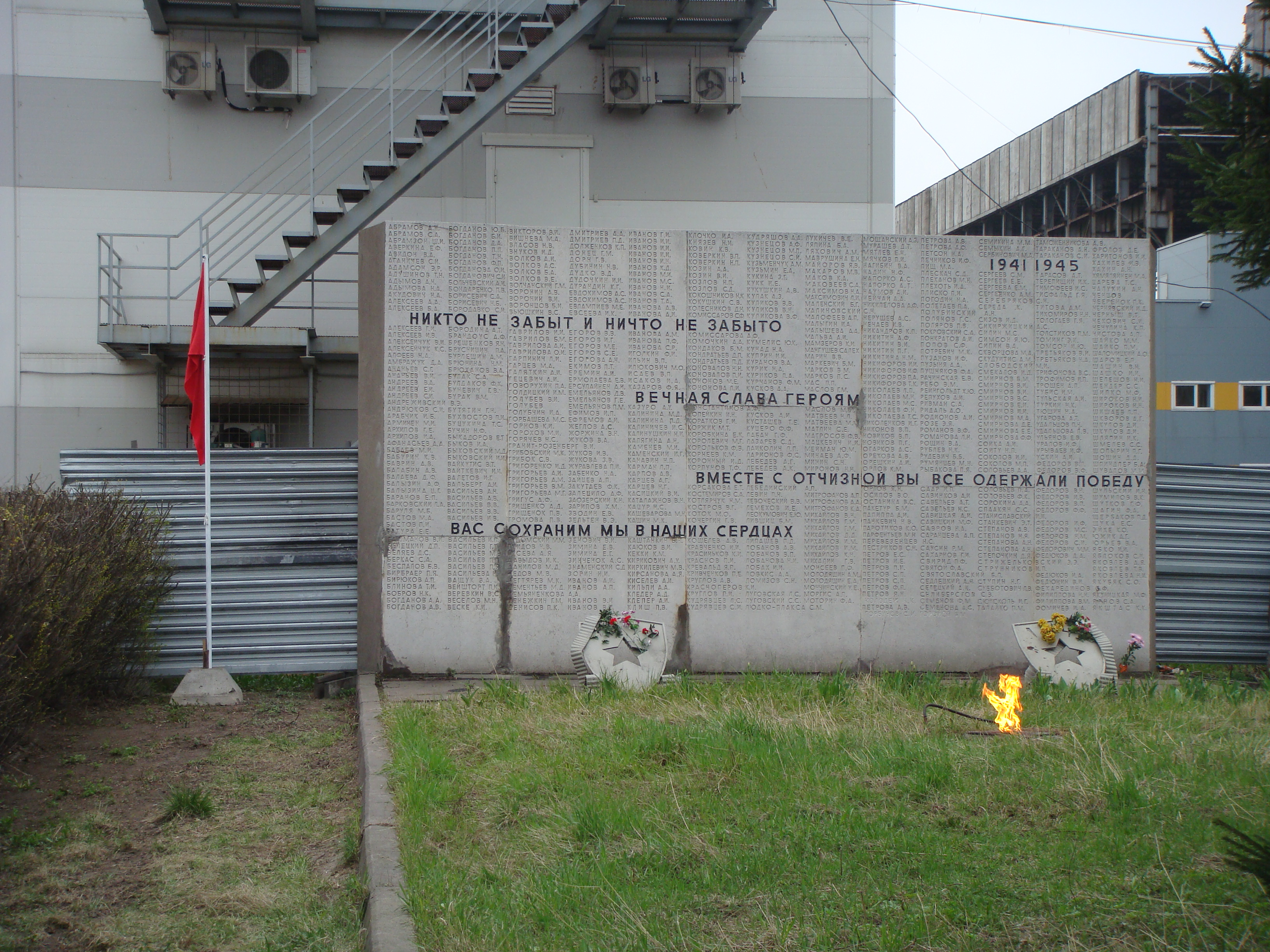
Стела с именами погибших работников Завода ПТО им. С. М. Кирова

В годовщину столетия Завода (9 мая 1968 года) в центральном сквере была установлена архитектурно-скульптурная композиция, посвященная заводчанам, погибшим в годы Великой Отечественной войны. Художник: А. С. Амосков; скульпторы: Н. А. Теплов, В. С. Иванов, А. В. Семченко. На стеле высечены 668 фамилий героев, а также накладными бронзовыми буквами текст: «1941—1945. Никто не забыт и ничто не забыто. Вечная слава героям. Вместе с Отчизной вы все одержали Победу. Вас сохранили мы в наших сердцах».
В настоящее время сохранность и порядок мемориала поддерживается силами студентов Санкт-Петербургской академии Следственного комитета и ветеранов Завода ПТО им. С. М. Кирова. Несколько раз в год проводятся торжественные мероприятия.

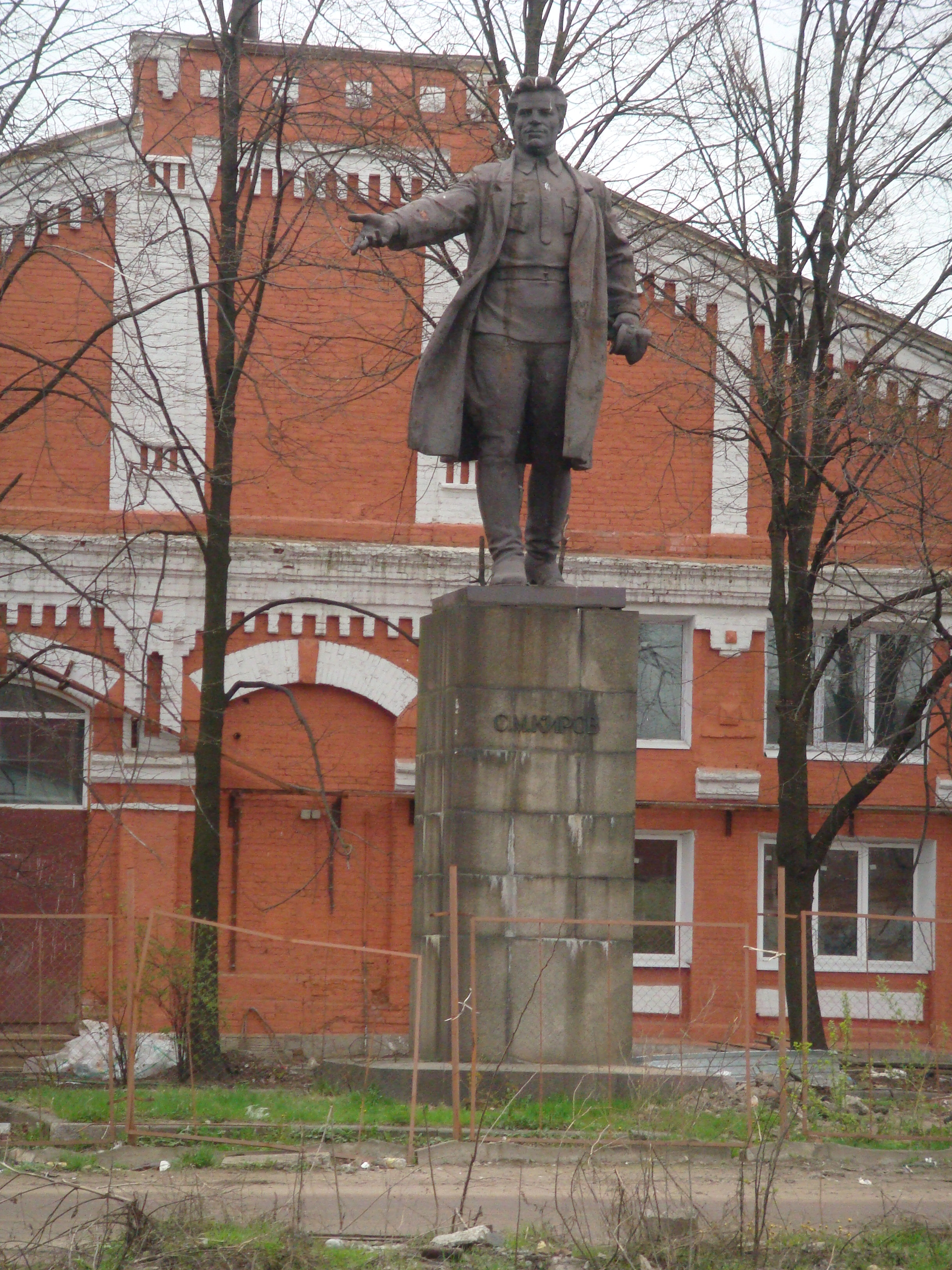
Памятник С. М. Кирову на территории Завода

Первый памятник С. М. Кирову на территории Завода был установлен ещё в 1940 году, автором стал скульптор Г. А. Гринберг. Скульптура была выполнена из временного материала, поэтому к 40-летию присвоения Заводу имени С. М. Кирова и 85-летию со дня его рождения, коллектив предприятия принял решение установить новый памятник.
10 июня 1971 года прошла церемония открытия нового памятника С. М. Кирову. Скульптуру отливали металлурги завода на этом же производстве. Скульпторы: Н. А. Теплов, В. С. Иванов, А. В. Семченко; архитектор: Н. А. Митурич.

## Печатные издания
Завод обладал крупнейшей в Ленинграде научно-технической библиотекой. Было выпущено несколько десятков книг, посвященных металлообработке, краностроению и организации производства. История Завода рассказана в книге «Ленинградские краностроители» (издание 1962 и 1979 годов), автор И. М. Франтишев.
С марта 1928 года завод выпускал еженедельную газету «Кировский рабочий». Орган парткома, завкома, комитета ВЛКСМ и дирекции ордена Трудового Красного Знамени Завода ПТО имени С. М. Кирова. Ленинград. В 1982 году газета изменила название на «Рабочий».